# Kuji Kongen
Le Kuji Kongen (公事根源) est un ouvrage du XVe siècle de Ichijō Kaneyoshi qui retrace les principaux événements touchant la cour impériale du Japon à l’époque.